# Département de Koro
Le département de Koro est l'un des trois départements de la région de Bafing en Côte d'Ivoire. 